# LOST CORNER
『LOST CORNER』（ロスト・コーナー）は、米津玄師のメジャー5枚目、通算6枚目のスタジオ・アルバム。2024年8月21日にSony Music Labelsよりリリースされた。

## 背景
『LOST CORNER』は、前作『STRAY SHEEP』から約4年ぶりにリリースされたオリジナルフルアルバム。本作には自身過去最多となる11曲の既出曲「Pale Blue」「ゆめうつつ」「死神」「POP SONG」「M八七」「KICK BACK」「LADY」「月を見ていた」「地球儀」「さよーならまたいつか！」「毎日」のほか、2024年8月公開の映画『ラストマイル』主題歌の「がらくた」、ゲストボーカルにアイナ・ジ・エンドを迎えた「マルゲリータ」など全20曲が収録された。
アルバムタイトル「LOST CORNER」は、カズオ・イシグロの小説『わたしを離さないで』の作中から引用されている。
前作では坂東祐大が一部既発曲を除き全編にわたって共同編曲を務めたのに対し、本作には坂東のほか常田大希やトオミヨウ、Yaffleなど多数のミュージシャンが編曲に参加している。また、米津が単独で編曲を手がけた楽曲も多数収録されている。

## リリースとプロモーション
2024年6月21日、本作のリリースが告知され、アルバムタイトルおよび収録予定のシングル曲が発表された。6月28日には米津玄師自身が手掛けたジャケットアートワークおよび全20曲のトラックリスト、映像盤付属DVD/Blu-rayの収録内容が公開された。
8月8日、収録曲「RED OUT」が先行配信された。同時に、楽曲のミュージックビデオおよび同楽曲使用されたSpotifyのCMも公開された。
8月18日、アルバムの全収録曲の一部を先行視聴できるクロスフェード動画が公開された。
8月20日には収録曲「がらくた」の先行配信が開始。

### 商品形態
アルバムはCDのみの通常盤と3種類の初回限定盤の全4形態で発売された。初回限定盤のうちがらくた盤はグッズがCDおよびブックレットと共に透明なケースに収められており、映像盤は「米津玄師 2023 TOUR / 空想」のライブ映像を収録したDVDもしくはBlu-ray Disc、およびブリキケースが付属する仕様となっている。
法人特典として先着でA4クリアファイルが付属するほか、初回限定で「米津玄師 2025 TOUR / JUNK」の先行抽選応募シリアルが全形態共通で封入されている。
| 形態       | 規格                       | 規格品番    |
| ---------- | -------------------------- | ----------- |
| がらくた盤 | CD+がらくた+オブジェケース | SECL-3110~1 |
| 映像盤     | CD+Blu-ray+ブリキケース    | SECL-3112~4 |
| 映像盤     | CD+DVD+ブリキケース        | SECL-3115~7 |
| 通常盤     | CD                         | SECL-3118   |

また、8月23日には、ヨーロッパでも発売される北米盤、韓国でも発売される台湾盤、そして香港盤の3つの海外盤がそれぞれMilan Records、ソニーミュージック台湾、ソニーミュージック香港からリリースされた。なお、海外で発売されるのは通常盤のみ。

### ライブツアー
2025年1月から4月にかけて、「米津玄師 2025 TOUR / JUNK」が開催。同ツアーでは自身初となるドーム公演のほか、同じく初となる欧米・韓国での公演や、約6年ぶりの上海・台北での公演など、日本国内8都市、国外7都市にて全26公演が実施された。
同ツアーは国内外全公演のチケットが完売し、国内延べ35万人、海外公演も含めて合計44万人を動員した自身最大規模のものとなった。
アメリカ合衆国のデジタルメディアは同ツアーについて、「彼は、かつては動かしがたいと思われていた文化的・芸術的な境界線を静かに打ち破っている。米津の成功は、単なる数字や会場のソールドアウトだけの話ではない。それは英語に切り替えたり主流のトレンドに合わせたりすることなく、日本人アーティストが国際的に活躍できることを証明することだ」と評した。ツアーファイナルとなった4月6日のロサンゼルス公演にて米津は「これだけの人が集まってくれて、本当にうれしいです。日本語の歌で、言葉も何を言っているかわからないかもしれないけれど、それでも熱烈に迎え入れてくれるということに本当に感激しました」と述べている。

### イベント
本作リリースを記念し、8月15日から8月25日にかけて「LOST CORNER AR LIVE in HARAKADO」が東急プラザ原宿「ハラカド」にて開催された。このイベントでは、AR技術を利用したライブを視聴できるほか、フォトスポットなども設置された。
9月13日からは、ユニクロのグラフィックTシャツブランド・UTとのコラボが開始。本作収録曲のジャケットアートワークなどがあしらわれた全6種のTシャツが発売されるほか、店内ではAR LIVEの映像も視聴することができる。

## 収録内容
| 全作詞・作曲: 米津玄師。 |                                        |           |            |                      |      |
| #                        | タイトル                               | 作詞      | 作曲・編曲 | 編曲                 | 時間 |
| 1.                       | 「RED OUT」                            | 米津玄師  | 米津玄師   | 米津玄師             | 2:31 |
| 2.                       | 「KICK BACK」                          | 米津玄師  | 米津玄師   | 米津玄師・常田大希   | 3:14 |
| 3.                       | 「マルゲリータ ＋ アイナ・ジ・エンド」 | 米津玄師  | 米津玄師   | 米津玄師             | 3:03 |
| 4.                       | 「POP SONG」                           | 米津玄師  | 米津玄師   | 米津玄師・坂東祐大   | 3:19 |
| 5.                       | 「死神」                               | 米津玄師  | 米津玄師   | 米津玄師・坂東祐大   | 3:00 |
| 6.                       | 「毎日」                               | 米津玄師  | 米津玄師   | 米津玄師・Yaffle     | 3:02 |
| 7.                       | 「LADY」                               | 米津玄師  | 米津玄師   | 米津玄師・mabanua    | 3:28 |
| 8.                       | 「ゆめうつつ」                         | 米津玄師  | 米津玄師   | 米津玄師・坂東祐大   | 5:05 |
| 9.                       | 「さよーならまたいつか！」             | 米津玄師  | 米津玄師   | 米津玄師・トオミヨウ | 3:21 |
| 10.                      | 「とまれみよ」                         | 米津玄師  | 米津玄師   | 米津玄師             | 2:50 |
| 11.                      | 「LENS FLARE」                         | 米津玄師  | 米津玄師   | 米津玄師             | 2:54 |
| 12.                      | 「月を見ていた」                       | 米津玄師  | 米津玄師   | 米津玄師・坂東祐大   | 4:13 |
| 13.                      | 「M八七」                              | 米津玄師  | 米津玄師   | 米津玄師・坂東祐大   | 4:23 |
| 14.                      | 「Pale Blue」                          | 米津玄師  | 米津玄師   | 米津玄師・坂東祐大   | 4:57 |
| 15.                      | 「がらくた」                           | 米津玄師  | 米津玄師   | 米津玄師・トオミヨウ | 3:57 |
| 16.                      | 「YELLOW GHOST」                       | 米津玄師  | 米津玄師   | 米津玄師             | 2:52 |
| 17.                      | 「POST HUMAN」                         | 米津玄師  | 米津玄師   | 米津玄師             | 4:04 |
| 18.                      | 「地球儀」                             | 米津玄師  | 米津玄師   | 米津玄師・坂東祐大   | 4:34 |
| 19.                      | 「LOST CORNER」                        | 米津玄師  | 米津玄師   | 米津玄師             | 3:43 |
| 20.                      | 「おはよう」                           | 米津玄師  | 米津玄師   | 米津玄師             | 2:20 |
| 合計時間:                | 合計時間:                              | 合計時間: | 70:58      |                      |      |

| #    | タイトル               | 作詞 | 作曲・編曲 |
| ---- | ---------------------- | ---- | ---------- |
| 1.   | 「カムパネルラ」       |      |            |
| 2.   | 「迷える羊」           |      |            |
| 3.   | 「感電」               |      |            |
| 4.   | 「街」                 |      |            |
| 5.   | 「Décolleté」          |      |            |
| 6.   | 「優しい人」           |      |            |
| 7.   | 「Lemon」              |      |            |
| 8.   | 「M八七」              |      |            |
| 9.   | 「LOSER」              |      |            |
| 10.  | 「Nighthawks」         |      |            |
| 11.  | 「ひまわり」           |      |            |
| 12.  | 「ゴーゴー幽霊船」     |      |            |
| 13.  | 「KICK BACK」          |      |            |
| 14.  | 「月を見ていた」       |      |            |
| 15.  | 「打上花火」           |      |            |
| 16.  | 「灰色と青」           |      |            |
| 17.  | 「かいじゅうのマーチ」 |      |            |
| 18.  | 「馬と鹿」             |      |            |
| EN1. | 「地球儀」             |      |            |
| EN2. | 「POP SONG」           |      |            |
| EN3. | 「Flamingo」           |      |            |
| EN4. | 「春雷」               |      |            |
| EN5. | 「LADY」               |      |            |

## チャート成績
本作は発売から1日で推定25.2万枚を売り上げ、8月20日付のオリコンデイリーアルバムランキングにて1位を獲得。この時点でソロアーティストの2024年度最多初週売上を記録した。
8月28日発表のオリコンアルバムランキングでは推定37万枚以上を売り上げ、『Bremen』以降4作連続となる初週1位を獲得した。なお、ソロアーティストのアルバムの初週売上が2作連続で30万枚を超えたのは令和初。また、ダウンロードでは1万4000枚以上を売り上げ、ソロアーティストの同年度最多初週DL数を記録した。このほかに、同日発表のBillboard Japan Hot Albums、同じくTop Albums Sales、Download Albumsでも軒並み1位を獲得した。
9月25日発表のオリコンランキングでは累積売上枚数が50万枚を超えたことが発表された。ソロアーティストのアルバム売上が2作連続50万枚を超えるのは令和初となった。
2024年度のBillboard JAPAN年間ランキングでは、Hot Albumsで2位、Download Albumsで3位、Top Albums Salesで5位にランクインし、同年唯一となる3部門でのトップ5入りを果たした。
本作は国外のチャートでも好成績を記録し、2024年9月7日付のBillboard USチャートでは、World Albumsチャートで14位、アメリカ国内でのCD、DL売上を集計したTop Current Album Salesチャートで41位を獲得したほか、急上昇中の新人アーティストをランキング化したEmerging Artistsチャートでも自身最高位となる35位を獲得し、3つのチャートでトップ50入りを達成した。また、Spotifyのアルバムランキング・Top Albums Debut Globalでも7位を獲得した。iTunes総合ランキングでは、3位を獲得したアメリカをはじめ、8つの国と地域で20位以内にランクインした。

### チャート推移
| オリコンアルバムランキング | 順位 |
| -------------------------- | ---- |
| 2024年8月度                | 1位  |
| 2024年9月度                | 5位  |
| 2024年10月度               | 15位 |
| 2024年11月度               | 47位 |
| 2024年12月度               | -    |
| 2025年1月度                | 23位 |
| 2025年2月度                | 42位 |

## 楽曲解説
1. RED OUT
  - 「ある種神経症的」だったという自身の子供の頃を思い返しながら作られた曲。 SpotifyブランドCMソングに起用され、アルバム発売に先がけて8月8日より配信が開始した[3]。
  - 「2025 TOUR / JUNK」でライブ初披露された。
2. KICK BACK
  - 13thシングル表題曲。TVアニメ『チェンソーマン』オープニング・テーマ。同楽曲はBillboard Japan Hot Animationにて史上初の21週連続首位に輝いたほか、日本人アーティスト初のSpotify Global 50ランクインや、日本語詞楽曲として初のアメリカレコード協会（RIAA）によるゴールド認定獲得など、国内外で数々の歴史的記録を打ち立てた。編曲および演奏に常田大希が参加している。楽曲内では、モーニング娘。の「そうだ! We're ALIVE」の歌詞「努力 未来 A BEAUTIFUL STAR」がサンプリングされている。
  - 「2022 TOUR / 変身」でライブ初披露された。
3. マルゲリータ ＋ アイナ・ジ・エンド
  - 米津が以前からいつか自分の曲を歌ってほしいと考えていたアイナ・ジ・エンドとのデュエット曲。マルゲリータ・ピッツァを題材にしている。「毎日」制作時にボツにした案をもとに制作された[3]。
  - 「2025 TOUR / JUNK」でライブ初披露された。
4. POP SONG
  - PlayStation®︎CMソング。配信シングルとしてリリースされたのち、CDシングル「M八七」にカップリングとして収録された。同楽曲が使用され、自身が出演した広告キャンペーンは複数の国際広告賞を受賞している[22][23]。
  - 「2022 TOUR / 変身」でライブ初披露された。
5. 死神
  - 11thシングル「Pale Blue」カップリング曲。古典落語の演目「死神」が題材となっている。
  - 「2022 TOUR / 変身」でライブ初披露された。
6. 毎日
  - 缶コーヒーブランド「ジョージア」のCMソング。「LADY」に次ぐCMソングとして書き下ろされ、2024年5月から2025年2月まで使用された。共同編曲を務めたYaffleとは初タッグとなった。
  - 「2025 TOUR / JUNK」でライブ初披露された。
7. LADY
  - 同じく「ジョージア」CMソングとして書き下ろされ、2023年3月から2024年5月まで使用された。共同編曲には「ナンバーナイン」以来2度目のタッグとなったmabanuaが参加。
  - 「2023 TOUR / 空想」でライブ初披露された。
8. ゆめうつつ
  - 11thシングル「Pale Blue」カップリング曲。日本テレビ系報道番組「news zero」テーマ曲として書き下ろされ、2021年1月から2022年3月まで使用された。
  - 「2022 TOUR / 変身」でライブ初披露された。
9. さよーならまたいつか!
  - NHK連続テレビ小説『虎に翼』主題歌。編曲に参加したトオミヨウとの初めてタッグを組んだ楽曲。
  - 「2025 TOUR / JUNK」でライブ初披露された。
10. とまれみよ
  - 2023年の初め頃に作られた。「地球儀」リリース直前の切迫したマインドが反映されている[3]。
  - 「2025 TOUR / JUNK」でライブ初披露された。
11. LENS FLARE
  - 「2023 TOUR / 空想」のアンコールにて未発表の新曲「PERFECT BLUE」として披露された[24]。今敏の映画『パーフェクトブルー』から着想を得た[3]。
12. 月を見ていた
  - アクションRPG『FINAL FANTASY XVI』テーマソング。
  - 「2023 TOUR / 空想」でライブ初披露された。
13. M八七
  - 12thシングル表題曲。読みは「エムはちじゅうなな」。映画『シン・ウルトラマン』の主題歌として書き下ろされ、米津玄師が担当した初の実写映画タイアップ曲となった。
  - 「2022 TOUR / 変身」でライブ初披露された。
14. Pale Blue
  - 11thシングル表題曲。TBS系金曜ドラマ『リコカツ』主題歌。本作収録曲の中で最初にリリースされた曲[注 4]。
  - 「2022 TOUR / 変身」でライブ初披露された。
15. がらくた
  - 映画『ラストマイル』主題歌。塚原あゆ子監督・野木亜紀子脚本の作品に米津が主題歌を提供するのは、『アンナチュラル』『MIU404』に続いて3度目となった[25]。8月20日に先行配信。精神的に落ち込んでいた友人を訪ねた際の体験と、廃品回収車から流れる「壊れていてもかまいません」というフレーズを念頭に置いて制作された[3]。椎名林檎やCoccoのような2000年代初頭の女性ボーカルのロックサウンドをイメージにしている。ミツキ・ミヤワキの「Your Best American Girl」のように情緒的にギターを鳴らすようなニュアンスを出したかったとも語っている。
  - 「2025 TOUR / JUNK」でライブ初披露された。
16. YELLOW GHOST
  - 性愛をテーマとした曲[3]。
  - 「2025 TOUR / JUNK」でライブ初披露された。
17. POST HUMAN
  - 本作のがらくた盤に付属したロボット型オブジェのイメージソングとして制作された。生成AIについても歌っている[3]。
  - 「2025 TOUR / JUNK」でライブ初披露された。
18. 地球儀
  - 14thシングル表題曲。アカデミー賞長編アニメーション賞を受賞したスタジオジブリの映画『君たちはどう生きるか』主題歌。2019年に米津が宮﨑駿監督からオファーを受け、以降4年の歳月をかけて制作された[26]。
  - 「2023 TOUR / 空想」の最終2公演にて、情報未解禁の新曲としてサプライズ披露された。
19. LOST CORNER
  - インストゥルメンタル楽曲を除くと本作の最後の曲。米津自身が海外旅行でギターをロストバゲージした実体験がもととなった歌詞が含まれている[3]。
  - 「2025 TOUR / JUNK」でライブ初披露され、米津が黄色い車でアリーナ席周りを一周するという米津史上初の演出がなされた。
20. おはよう
  - 「2023 TOUR / 空想」にてオープニングおよびエンディングのSEとして使用された楽曲が元になっている[3]。

## 演奏
- 米津玄師
  - Vocal
  - Guitar & Instrumental (#5)
- 佐々木“コジロー”貴之
  - Guitar (#1.12)
  - Maccaferri Guitar (#4)
- 常田大希 (King Gnu, MILLENNIUM PARADE)：Guitar, Bass (#2)
- 石若駿：Drums (#2.8.12.18)
- 宮川純：Organ (#2)
- 常田俊太郎：Violin (#2)
- 村岡苑子：Cello (#2)
- ハルカ (ハルカトミユキ)：Chorus (#2)
- 放生多加男、石川猛：Chainsaw (#2)
- アイナ・ジ・エンド：Vocal (#3)
- 浦上想起：Piano (#4)
- 坂東祐大
  - Synthesizer (#4)
  - Electric Piano (#8)
  - Piano (#12.14.18)
  - Synthesizer Programming (#12)
  - Synthesizer Bass (#18)
- 武嶋聡：Clarinet (#4)
- 東紗衣：Bass Clarinet (#4)
- 美島豊明：Synthesizer Manipulation (#4.13)
- スワラ・プロ：Sound Effect (#4)
- YUKI KANESAKA：The Sound of Cheers (#4)
- Junichi Fukuda：Actor & Casting (#4)
- Maya Homicz, Charlize Vermaark, Sophie Lindwall, Ethan Remez-Cott, Jason Jordan：Actor (#4)
- 須藤優 (ARDBECK, XIIX)：Bass (#5.10-15.19)
- mabanua：Drums, Bass, Guitar, Synthesizer, Electric Piano (#7)
- 江﨑文武 (WONK)：Piano (#7)
- MELRAW：Sax (#7)
- 松井秀太郎：Trumpet (#7)
- 川原聖仁：Trombone (#7)
- 小川翔：Guitar (#8.10.12.14.19)
- 須川崇志：Bass (#8)
- 堀正輝 (ARDBECK)
  - Drums (#9.14.15)
  - Drums Programming (#13)
- トオミヨウ：Piano (#9.15)
- 真部裕、執行恒弘：Violin (#9)
- 金孝珍：Viola (#9)
- 奥泉貴圭：Cello (#9)
- 藤原秀章：Cello (#12)
- Ensemble FOVE：Strings, Timpani (#14)
- 真壁陽平：Guitar (#15)
- 十亀正司：Bagpipes (#18)

## タイアップ
RED OUT
SpotifyブランドCMソング
KICK BACK
TVアニメ『チェンソーマン』オープニング・テーマ
POP SONG
PlayStation®︎ CMソング
毎日
日本コカ・コーラ「ジョージア®︎」CMソング
LADY
日本コカ・コーラ「ジョージア®︎」CMソング
ゆめうつつ
日本テレビ「news zero」テーマソング
さよーならまたいつか！
NHK連続テレビ小説『虎に翼』主題歌
月を見ていた
ゲーム『FINAL FANTASY XVI』テーマソング
M八七
映画『シン・ウルトラマン』主題歌
Pale Blue
TBS系金曜ドラマ『リコカツ』主題歌
がらくた
映画『ラストマイル』主題歌
地球儀
映画『君たちはどう生きるか』主題歌